# Piptanthus
Genre
Piptanthus est un genre de plantes à fleurs dicotylédones de la famille des Fabaceae, sous-famille des  Faboideae, originaire des régions tropicales d'Asie, qui comprend trois espèces acceptées.

## Liste d'espèces
Selon The Plant List (24 novembre 2018) :
- Piptanthus concolor Craib
- Piptanthus nepalensis (Hook.) D.Don
- Piptanthus tomentosus Franch.